# FC Samartex 1996
El FC Samartex es un equipo de fútbol de Ghana que juega en la Liga de fútbol de Ghana, la primera división nacional.

## Historia
Fue fundado en el año 1995 en el poblado de Samreboi en la Región Occidental como el equipo de Fútbol de Samartex Timber & Plywood Company, equipo que logró el ascenso de tercera a segunda división en su primera temporada.
En la temporada 2022/23 gana el grupo 2 de la segunda división y con ello logra el ascenso a la Liga de fútbol de Ghana por primera vez. En la siguiente temporada es campeón nacional por primera vez, con lo que consigue la clasificación a la Liga de Campeones de la CAF 2024-25, su primer torneo internacional, donde es eliminado en la segunda ronda por el Raja Casablanca de Marruecos.

## Palmarés
- Ghana Premier League (1): 2023–24
- Ghana Division One League Zone 2 (1): 2022–23

## Participación en competiciones de la CAF
| Temporada | Torneo                      | Ronda         | Club               | Casa | Visita | Global |
| --------- | --------------------------- | ------------- | ------------------ | ---- | ------ | ------ |
| 2024/25   | Liga de Campeones de la CAF | Primera ronda | Victoria United FC | 1-0  | 1-0    | 2-0    |
| 2024/25   | Liga de Campeones de la CAF | Segunda ronda | Raja Casablanca    | 2-2  | 0-2    | 2-4    |